# Кондратенко Наталія Василівна
Кондратенко Наталія Василівна (народ. 24 квітня 1974, Одеса, Україна) – доктор філологічних наук, професор, українська мовознавиця.

## Біографія
Професор кафедри прикладної лінгвістики філологічного факультету Одеського національного університету імені І. І. Мечникова, доктор філологічних наук.
У 1997 році закінчила філологічний факультет Одеського національного університету ім. І. І. Мечникова.
У 1997–2000 роках навчалася в аспірантурі Одеського національного університету ім. І. І. Мечникова за спеціальністю «українська мова».
У 2001 році захистила кандидатську дисертацію на тему «Питальне речення в українському поетичному мовленні» в Одеському національному університеті імені І. І. Мечникова. Науковий керівник – доц. Л. М. Гукова.
У 2004 році Наталії Кондратенко було присвоєно вчене звання доцента.
У 2012 році захистила докторську дисертацію на тему «Український модерністський і постмодерністський дискурс: комунікативно-прагматичний та текстово-синтаксичний аспекти» в Інституті української мови НАН України. Науковий консультант – проф. К. Г. Городенська.
У 2015 році присвоєне вчене звання професора.
У 1999–2001 році працювала на кафедрі української філології Південноукраїнського національного педагогічного університету імені К. Д. Ушинського.
З 2002 року працює в Одеському національному університеті імені І. І. Мечникова на кафедрі журналістики (2002–2011) та прикладної лінгвістики (з 2010 року). У 2010–2021 роках – завідувач кафедри прикладної лінгвістики. У 2021–2022 – в.о. декана філологічного факультету.
З 1999 року Наталія Кондратенко очолює журі секції «українська мова» Одеського обласного етапу конкурсу-захисту науково-дослідних робіт учасників Малої академії наук. https://odgymanosvitu.odessaedu.net/uk/site/naukovi-konsultanti.html
З 2001 року – судовий експерт лабораторії психологічних, мистецтвознавчих та інших досліджень Одеського науково-дослідного інституту судових експертиз.
Запрошений професор Університету в Білостоку, Республіка Польща (2021–2023), Дрезденського технічного університету, Німеччина (2022), Галле-Віттенберзького університету Мартіна Лютера, Німеччина (2023–2024).
Наукові інтереси – синтаксис української мови, дискурсологія і лінгвістика тексту, політична лінгвістика, лінгвістична прагматика, лінгвоекспертологія.
Керує науковою темою «Прикладні аспекти дослідження мовної комунікації: когнітивно-дискурсивні виміри»;  є автором понад 250 наукових праць, а також підручників, посібників та методичних рекомендацій.
Під керівництвом Н. В. Кондратенко захищено 13 кандидатських дисертацій.

## Науковий доробок

#### Монографії
- Український політичний дискурс: текстуалізація реальності: монографія. Одеса: Чорномор’я, 2007. 156 с.
- Реклама та PR в масовоінформаційному просторі: монографія. Т. Ю. Ковалевська, Н. В. Кутуза, Н. В. Кондратенко, О. О. Порпуліт. Одеса: Аспропринт, 2009. 400 с.
- Синтаксис українського модерністського і постмодерністського художнього дискурсу: монографія. Київ : Видавничий дім Дмитра Бураго, 2012. 328 с. https://dspace.onu.edu.ua/items/4c7b6ee8-9c05-4d03-8408-6212bdaf84e1
- Кондратенко Н. В., Стрій Л. І., Билінська О. С. Лінгвопрагматика політичного дискурсу: типологія мовленнєвих жанрів: монографія; за заг. ред. Н.В. Кондратенко. Одеса: Астропринт, 2019. 236 с.
- Kondratenko N. V. Linguopragmatics of a political poster interaction strategies with addresses. Communicative-pragmatic, normative and functional parameters of the professional discourse. Collective monograph. Lviv-Toruń: Liga-Pres, 2021. P. 79–96.

#### Посібники
- Текстознавство: Практикум: Навчально-методичний посібник. Одеса: ОНУ ім. І. І. Мечникова, 2006. 104 с.
- Українська мова за професійним спрямуванням: юридичний дискурс / Н. М. Шаповаленко, Н. В. Кондратенко. Одеса: ОДУВС, 2012. 144 с. (Гриф МОН, молоді та спорту України № 1/11–12985 від 08.08.2012).
- Кондратенко Н. В. Український політичний дискурс: лексико-граматичні особливості й тенденції експресивізації мовлення: відкрита лекція. Кам’янець-Подільський: ТОВ «Друкарня “Рута”», 2021. 48 с.